# Туманная
Тума́нная (кит. трад. 圖們江, упр. 图们江, пиньинь Túmén Jiāng, палл. Тумыньцзян; кор. 두만강?, 圖們江? Туманга́н, в старой русской географической литературе — Туманга́нг, до 1972 — Тюмень-Ула, или Туманган) — река, на большей части течения пограничная между КНР и КНДР, в низовьях — между КНДР и Россией. 70 % водостока реки формируется на территории КНР и почти 30 % — на территории КНДР. Доля России в формировании водосбора составляет менее 1,0 %. Длина — 549 км (из них по границе с Россией — 17,3 км), площадь бассейна — 41,2 тыс. км2. При впадении в Японское море образует обширную заболоченную дельту с весьма изменчивыми рукавами, островами, озёрами и болотами. Согласно расчётным данным сотрудника ТИНРО Ю. И. Зуенко, годовой сток реки Туманной составляет 5,7 км3. В связи с интенсивным развитием промышленности в КНР бассейн реки испытывает экологические проблемы. Низовья реки представляют собой одно из важнейших мест остановки водоплавающих птиц восточноазиатского пролётного пути.
С района реки Туманной началась во второй половине XIX века массовая трансграничная миграция корейцев в Российскую империю. В 1938 году около реки происходили боевые столкновения между советскими войсками и вооружёнными силами Японии (а также марионеточного государства Маньчжоу-го).

## Этимология
Изначально река в России называлась Туманган, Тюмень-Ула, либо просто Тумэн. В 1972 году, после советско-китайского вооружённого конфликта, СССР официально переименовал ряд географических объектов, таким образом река стала называться Туманная. Изначальное название восходит к маньчжурскому, монгольскому и тюркскому — тумэнь, тумэн, тюмен со значением «10 000», то есть войско из 10 тысяч человек и территория, на которой собирается это войско. Вторая, вариативная часть, означает «река», с написанием на маньчжурском — ула, корейском — ган, китайском — цзян, соответственно.
Британская энциклопедия 1878 года на странице 320 называет реку Ми-Цзян (Mi Kiang). Тем не менее в современных европейских языках (фр., исп., ит., англ., нем. и ряде других) употребляется название Тумен (Tumen).

## Гидрография

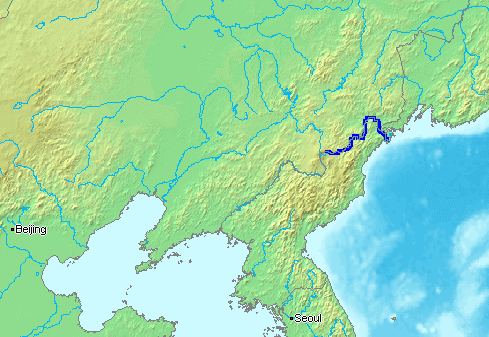

Исток находится на плоскогорье Чанбайшань, возле вулкана Пэктусан. На значительном протяжении река течёт в узкой и глубокой долине между Северо-Корейскими и Восточно-Маньчжурскими горами. В среднем течении принимает крупнейший левый приток — реку Гайяхэ с притоками Буэрхатон, Хайланьхэ и Ванцинхэ, а также реку Хуньчуньхэ. В низовьях протекает по холмистой равнине, делясь на рукава. В низовьях правый берег высок, притоков здесь нет. Соответственно, на территории КНР последним левым притоком является река Уцзяцзычуань, а на территории России последним левым притоком является река Лебединая.
Впадает в Японское море у мыса Сесура, образуя прилегающую к нему весьма изменчивую дельту. Ранее также имела дельту с островом Ноктундо. В настоящее время на её месте остались болота, а протоки и озёра в приморской части осолонились. К началу XVIII века древние рукава северной дельты из-за наносной деятельности пересохли, частично осолонились и превратились в старицы, которые ныне от Японского моря отделает коса Молочный вал. Как и в случае с дельтой Кубани, из-за повышенного содержания взвеси в воде Туманной, древняя часть акватории залива Посьета, равно как и проливы между реликтовыми островами (ныне сохранившимися в виде холмов среди болот и озёр дельты), была занесена илом к середине XX века. Большая часть русел бывших рукавов превратилась в извилистые морские заливы (Голубиный и другие) и осолонилась. В настоящее время дельта смещается на территорию КНДР. Острова дельты Кхынсом, Сынджондэ, Тхори, Верхний Пхуннён, Нижний Пхуннён, Малый Пхуннён, Кхын, Кангу и другие находятся на северокорейской территории. В дельте реки много озёр: Птичье, Лебединое, Лотос (Дорицени); в КНДР — Собонпхо, Тонбонпхо, Хёндамджи.
Река довольно полноводна: в верхнем течении её бассейн получает до 1200 мм осадков в год, в нижнем — не менее 500 мм. Климат дельты умеренный муссонный, со среднегодовой температурой +7 °C (дельта Туманной является самым тёплым местом российского Дальнего Востока). Среднесуточная температура опускается ниже +8 °C только после 1 ноября.
Река замерзает в ноябре, вскрывается в марте—апреле. Половодье наступает весной, во время таяния снегов в верхнем течении. Уровень реки повышается на 5—7 метров. В это время в нижнем течении на 100 км от устья река доступна для лёгких судов-джонок.

## Флора и фауна
Российский учёный Л. С. Берг в 1914 году впервые составил описание ихтиофауны реки. В Китае первые крупные работы о биоте реки Туманной были изданы лишь в 1980 году, а в КНДР — в 1990 году.  В начале XXI века А. С. Соколовский (старший научный сотрудник Института биологии моря) насчитал в Туманной 64 видов рыб. Орнитолог Ю. В. Шибаев в своих публикациях указывает на значение дельты реки как места остановки водоплавающих птиц восточноазиатского пролётного пути.
Эволюция ихтиофауны реки находится под влиянием двух противоречивых процессов: с одной стороны, численность рыб в самой реке в целом падает из-за роста уровня загрязнённости и роста численности населения. С другой стороны, продолжающееся развитие прудового рыбоводства в долине реки и её притоков приводит к увеличению видового состава и отчасти компенсирует падение плотности ихтиофауны в диких условиях.
Из-за высокой влажности летом и долгой, тёплой, солнечной и сухой осени в дельту проникают субтропические элементы флоры и фауны из более южных регионов Азии. Только здесь на территории России произрастают такие лианы, как пуэрария дольчатая и девичий виноград. В акваториях озёр Хасан, Дорицени, Синчени и Кайчеги произрастает лотос. Местами по берегам отмечен и рододендрон Шлиппенбаха.

## История и приграничные споры

Карта боевых действий в районе реки Туманной и озера Хасан (1938)

До конца XV века по берегам реки происходили ожесточённые конфликты корейских правителей с кочевниками чжурчжэньско-монгольского происхождения. В 1434 году, во время правления короля Седжона земли вдоль среднего и нижнего течения реки Туманган были присоединены к государству Чосон и здесь появился Юкчин — оборонительная полоса из шести крепостей. Юкчин был основан с целью защиты от нападений с северо-запада кочевников чжурчжэней. В дельте реки сохранилось много археологических памятников, средневековых фортификационных сооружений и портовых построек.
Китайцы (ханьцы) начали селиться по левому берегу реки с разрешения маньчжуров лишь со второй половины XIX века, но к этому времени и правый, и левый берега реки уже имели преимущественно корейское население, которое с самого полуострова на северо-запад выталкивали безземелье и голод.

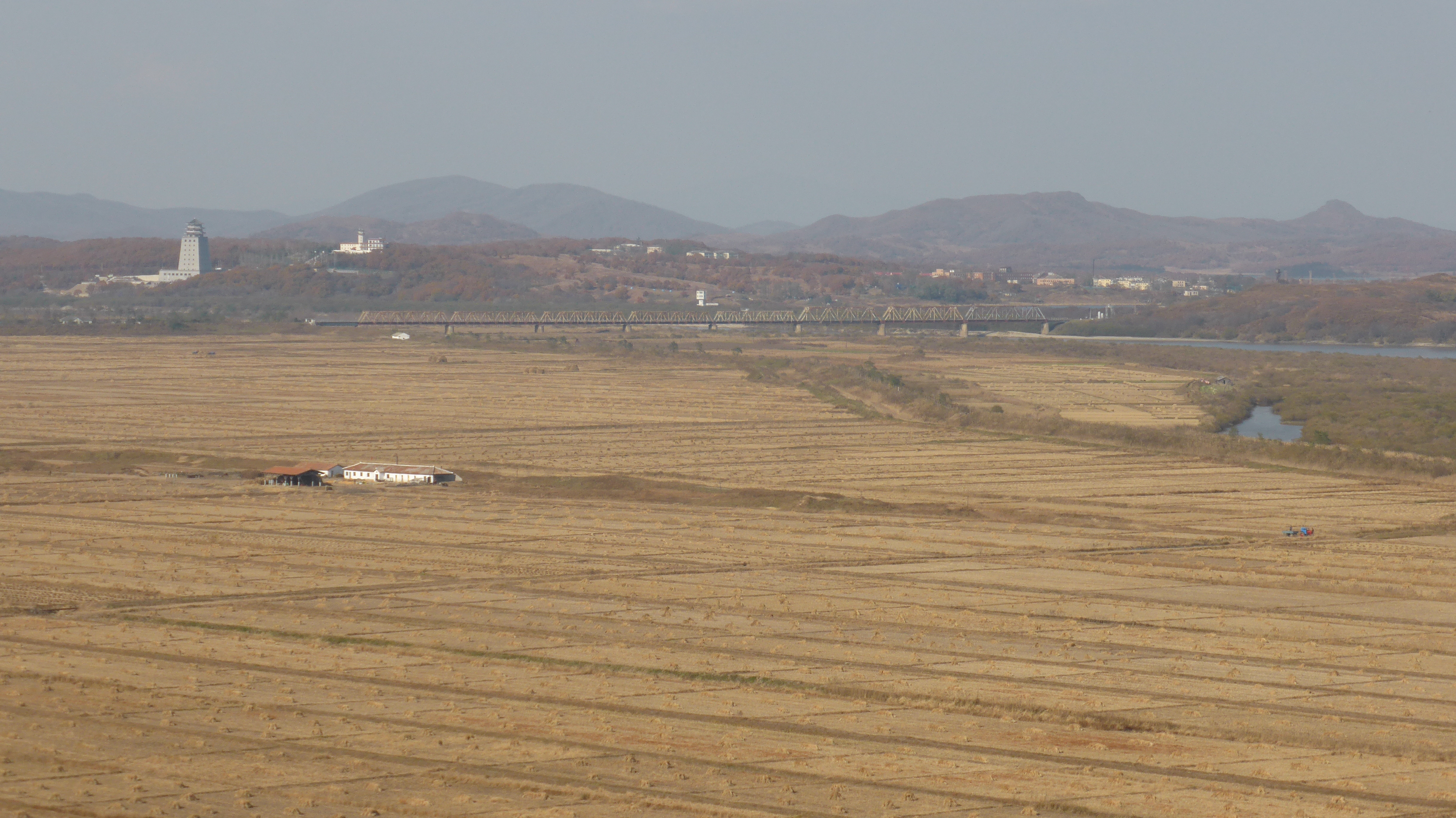
Мост Дружбы, соединивший в 1959 году КНДР с СССР. Поля КНДР в пойме р. Туманная — на переднем плане, российский посёлок Хасан — на левом (дальнем на снимке) берегу реки. Белая башня слева — на китайской территории.

При детальной демаркации русско-китайской границы в 1885—1886 годах маньчжурские правители Китая попытались оспорить эту границу, желая сместить крайнюю точку своей территории на 6 км вниз по старому руслу реки. Российские власти, наоборот, заявили о встречных претензиях на дополнительные 12 км левого берега вверх по руслу реки. В итоге, Хуньчунский протокол 1886 года установил границу между Российской империей и империей Цинь ровно посередине точки взаимных претензий, у современного населённого пункта Хасан в 15 км (на тот момент) выше устья реки.
Поскольку корейская сторона не участвовала в русско-китайской демаркации 1861 года, а также при детальной демаркации 1886 года, появление фактической межгосударственной границы Кореи с Россией не было закреплено документально. При этом у Кореи фактически была отторгнута территория Ноктундо в дельте реки, которой та владела с XV века. Несмотря на неоднократное, вплоть до японской оккупации, выражение Кореей претензий, территориальный вопрос решён не был.
В период 1905—1945 годов, когда Корея перешла под власть Японии, российско-корейская граница фактически превратилась в часть российско-японской, а затем советско-японской. Взрывной рост китайского населения японского марионеточного государства Маньчжоу-го (30,9 млн человек в 1934 году) привёл к возобновлению территориальных споров с СССР в низовьях реки, что в конечном итоге вылилось в Хасанский конфликт.
Официальный договор о границе между КНДР и СССР от 1990 года закрепил территорию Ноктундо за СССР. Южная Корея данный договор не признала.
В 2016 году Институт биологии моря ДВО РАН организовал в устье реки 15 рейсов со 150 участниками исследования, посвящённого 100-летию описания реки в книге Н. М. Гарина-Михайловского.

## Хозяйственное значение и экология

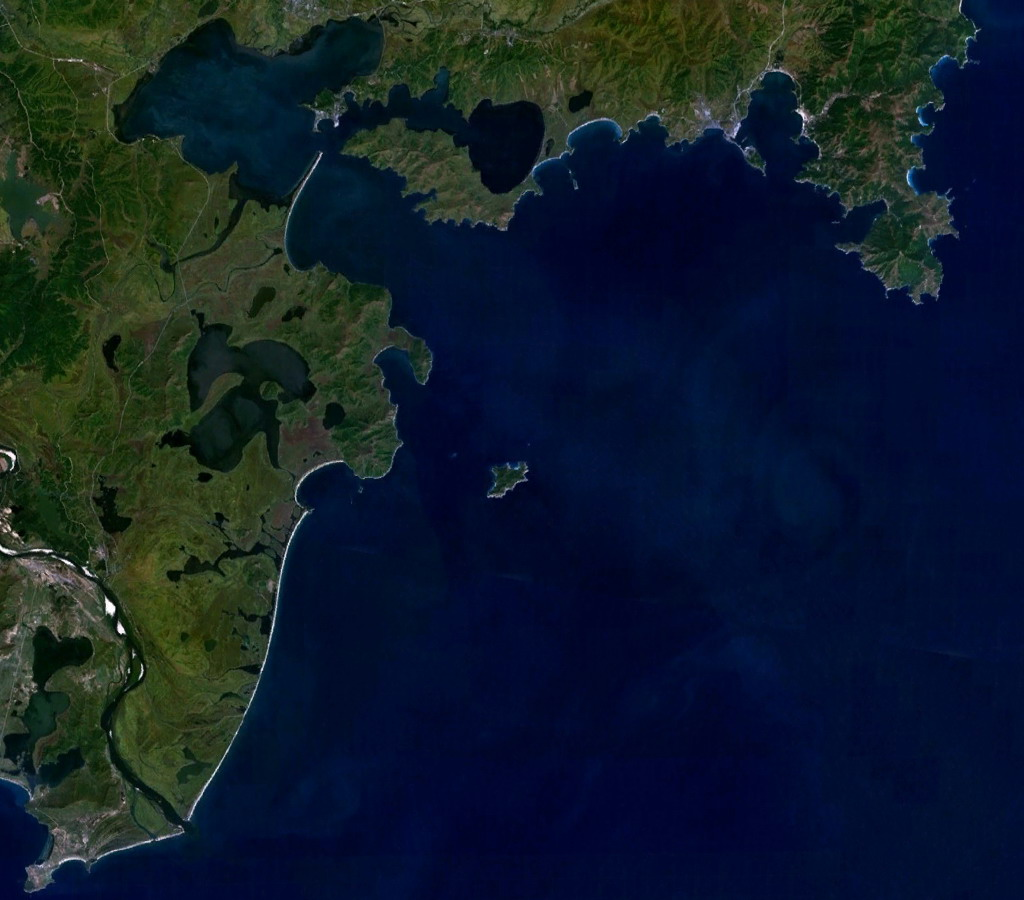
Дельта Туманной и залив Посьета

В бассейне реки к началу XXI века проживало свыше 2,2 млн человек, из них свыше 75 % составили жители КНР и около 25 % — жители КНДР, на долю РФ (посёлок Хасан с населением 0,6 тыс. чел) приходилось менее 0,1 % населения региона. Крупнейшие города в бассейне реки — китайские Яньцзи и Хуньчунь. В начале XXI века левый берег реки до границы КНР с Россией имеет смешанное население, состоящее из корейцев, китайцев и частично ассимилированных ими маньчжуров.
В Китае воды реки используются для орошения. На реке расположены города Насон, Хверён, рабочий посёлок Туманган в КНДР; посёлок городского типа Хасан Приморского края России. «Мост Дружбы» через реку Туманную (Туманган) юго-западнее станции Хасан на границе России и КНДР был построен в 1951 году (деревянный) и в 1959 году (современный металлический) для обеспечения движения поездов через границу. Рассматривается вариант наведения понтонной переправы через Туманную для прямого автомобильного сообщения между Россией и КНДР в обход Китая, либо вариант реконструкции существующего железнодорожного «Моста Дружбы», что позволит сделать его доступным для проезда автомобилей.
Российская часть акватории является важнейшим местом спортивной охоты на различную водоплавающую дичь, а также на фазанов и косуль. Важнейшим промысловым видом в самой реке до загрязнения вод являлась красная кета. Помимо спортивного рыболовства, возможно также и фермерское. Равнинные участки бывшей северной дельты Ноктундо активно используются местными жителями для разведения лошадей и как сенокосы. На вершинах холмов, достигающих 299 м, располагаются частные фермерские хозяйства.
По данным за 1997 год, две крупные китайские фабрики в городах Шисянь и Кайшаньтунь, а также железный рудник у г. Мусан и химический завод в городе Ооди в КНДР сбрасывали ежегодно в бассейн Туманной в общей сложности около 326 млн тонн неочищенных вод. В результате, согласно расчётам китайских учёных, средняя скорость аккумуляции осадков в русле реке достигала 0,03 м/г. Вырубка лесов в бассейне реки также способствует эрозии почв и повышению мутности воды.
Мост Дружбы блокирует прохождение больших китайских кораблей по реке Туманной (Тумыньцзян) в Японское море. Китай заинтересован в том, чтобы снести мост, расширить ширину реки в наиболее узких местах, а в устье реки выстроить глубоководный порт. В июне 2024 г. один из японских информационных сайтов утверждал, что Россия планирует «продать» свой берег реки Китаю. В октябре 2024 года власти Приморья предложили китайской стороне рассмотреть вариант строительства порта не в устье реки, а в посёлке Славянка Хасанского района.
30 апреля 2025 года дан старт строительству автомобильного моста через реку Туманную, мост соединит территории России и КНДР. Плановое окончание работ - 31 декабря 2026 года.

## В литературе
- Впервые российскую публику с красотами реки познакомил Н. Г. Гарин-Михайловский, который в путевых заметках «По Корее, Маньчжурии и Ляодунскому полуострову: Карандашом с натуры» (1898) писал следующее:

Все эти дни мы простояли лагерем у Красносельской переправы на берегу величественной и красивой реки Тумень-ула, или Тумангана, по-корейски. Это пограничная на всем своем протяжении река между Кореей и Манджурией. Возле нас, в нескольких саженях, каменный пограничный знак Т. — точка, где сходятся границы Китая, наша и Кореи. Вечером, когда потухнут огни неба, когда вся река в перспективе наморщенных, как шкуры собирающихся броситься тигров, гор, окрашенных непередаваемым отливом заката, с водой нежно-фиолетового цвета, с спящими на ней там и сям лодочками рыбаков-корейцев, — в бледном небе раздаются то нежный гортанный крик журавлей, то резкое кряканье уток, то далёкий крик гусей. А в воде миллион всевозможных рыб, и из них первая красная кета. Последний вечер на русском берегу. Я слушаю рассказы о тиграх и барсах.— 
- По сюжету незаконченной научно-фантастической повести В. А. Обручева «Тепловая шахта» рядом с устьем реки Тумень-ула был построен вымышленный автором город Безмятежный:

В течение недели комиссия выполнила свою задачу. Из двух мест, которые предлагал Ельников, первое, находившееся в долине реки Или вблизи китайского города Кульджи, было забраковано из-за своей отдаленности от железных дорог и дороговизны доставки туда как людей, так и материалов. Второе место находилось на берегу Тихого океана в 120 км к югу от Владивостока у устья реки Тумень-ула, где близко сходились границы трех государств: с севера русских владений, с юга — Кореи, в то время находившейся во власти Японии, а узкий промежуток между той и другой границами вдоль самой реки принадлежал Китаю.— 

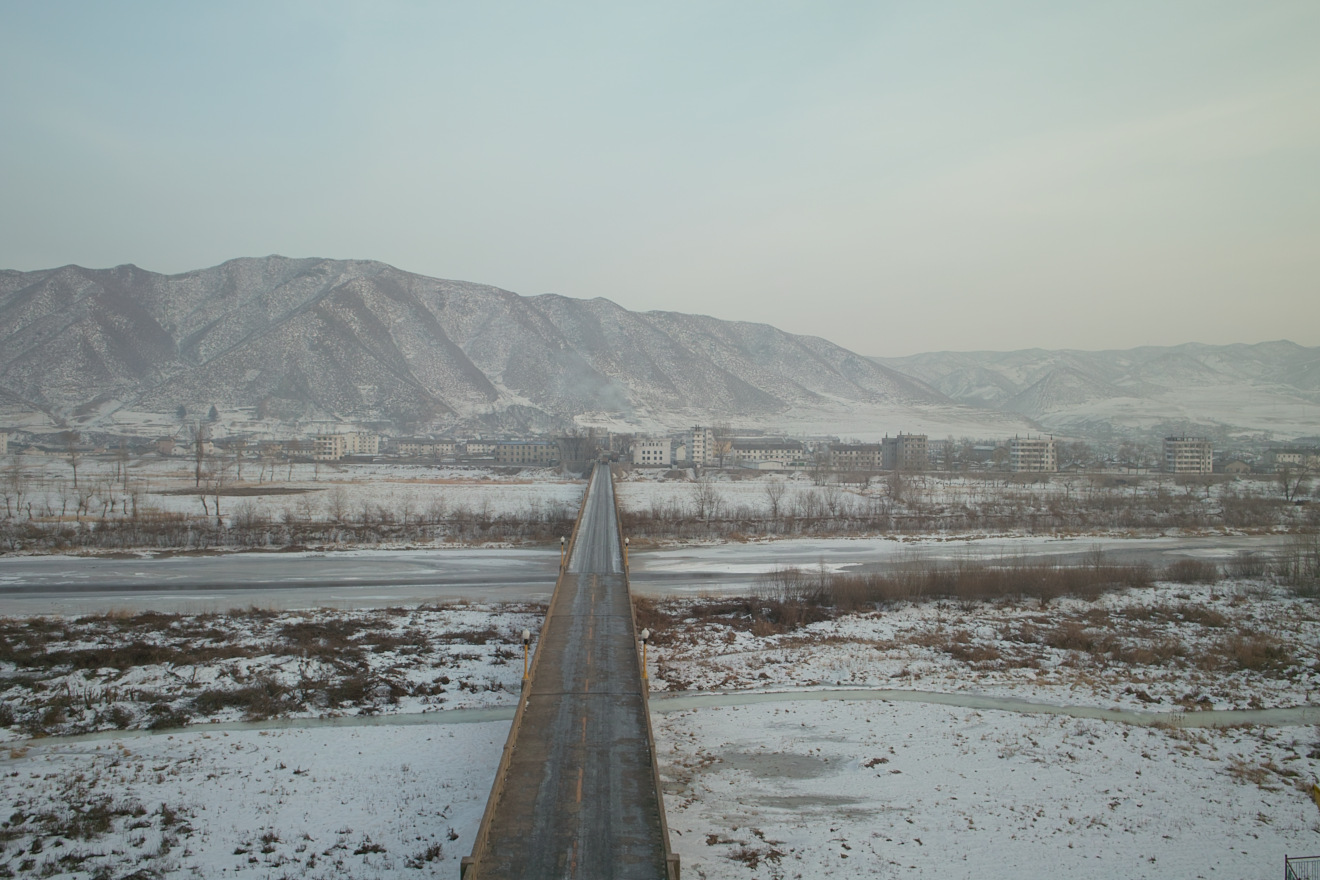
Мост между КНР и КНДР 1941 года постройки
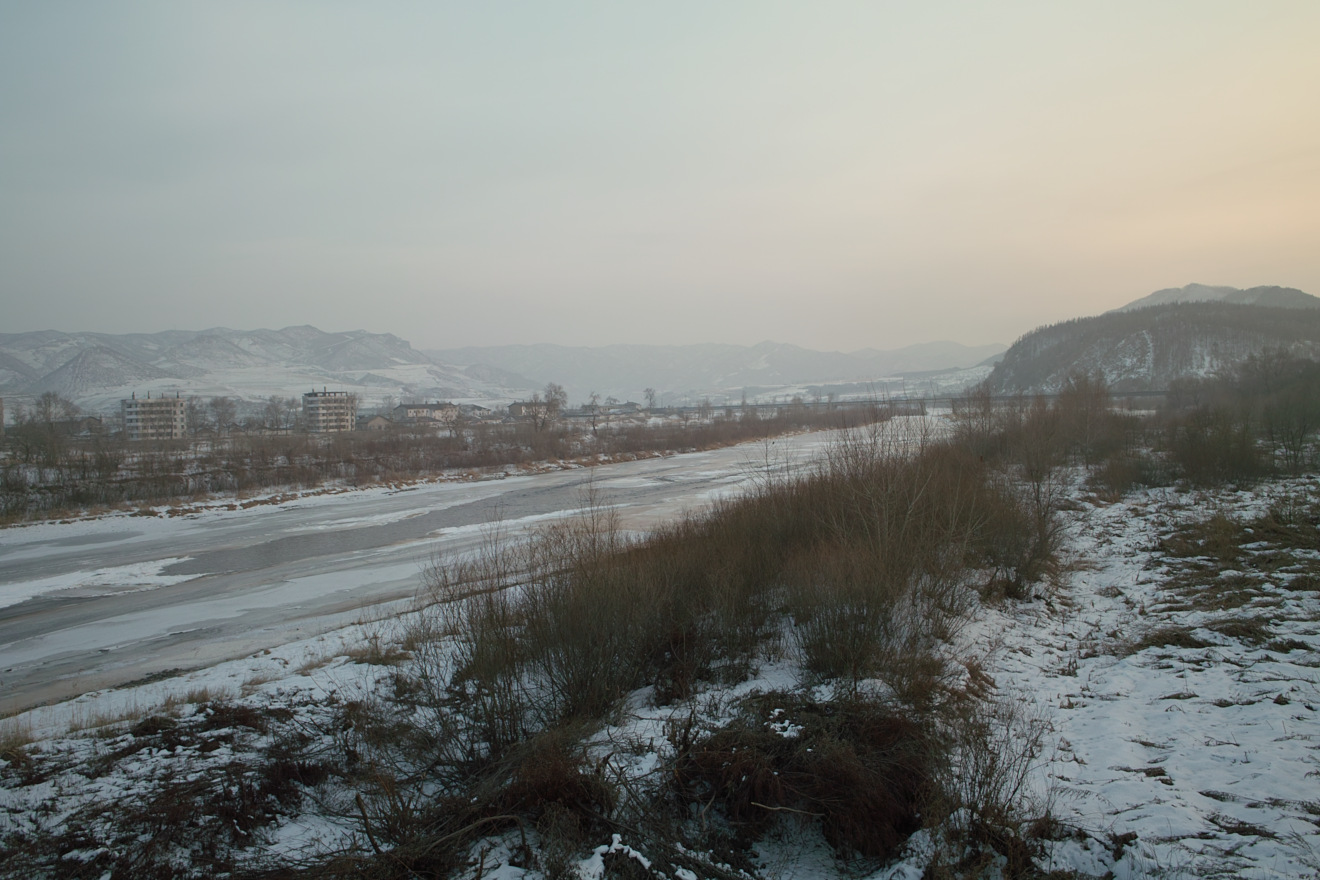
Вид на территорию КНДР
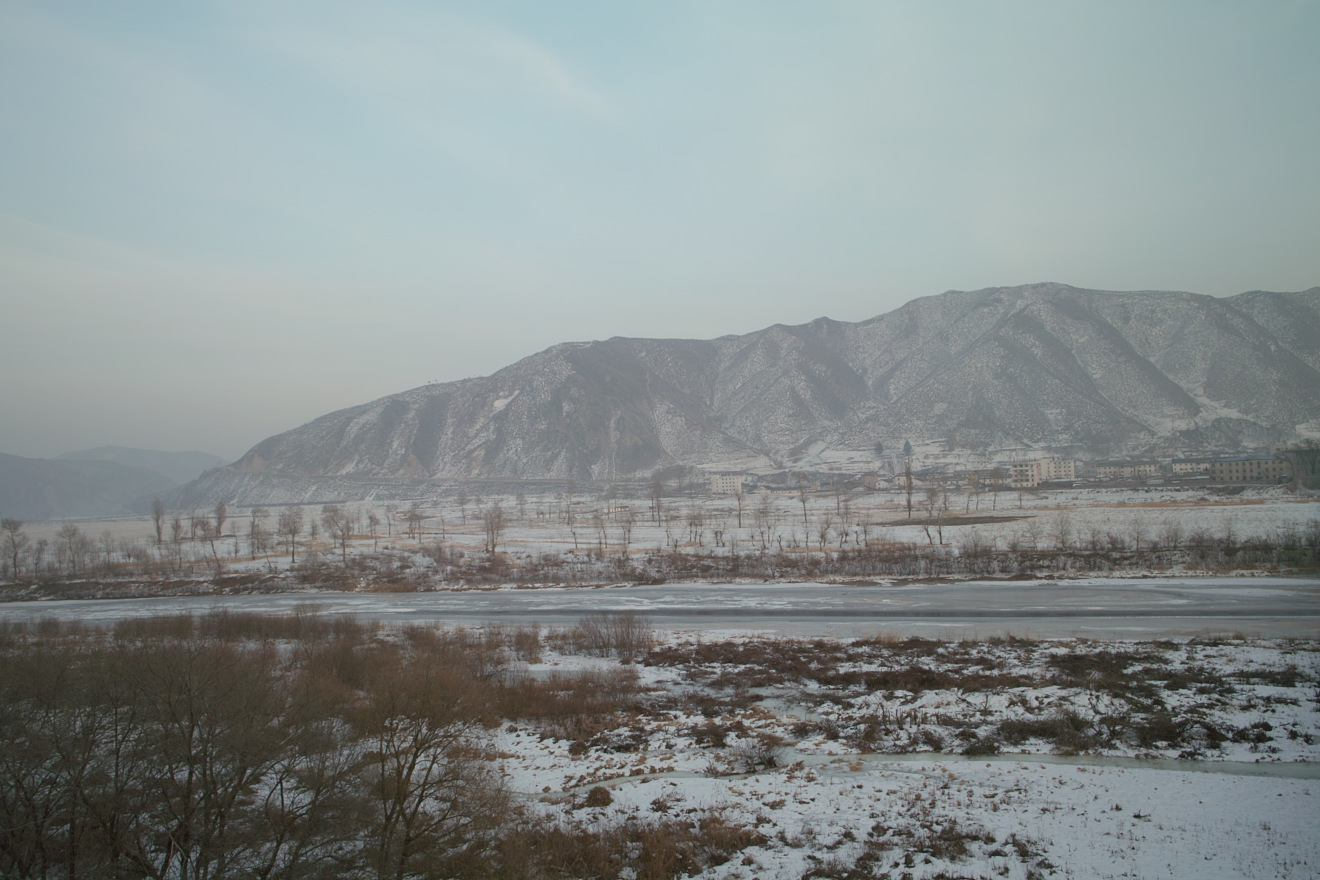
Река на границе КНР и КНДР. Вид города Намян в КНДР со стороны г. Тумэнь в КНР